# Xburrotunich

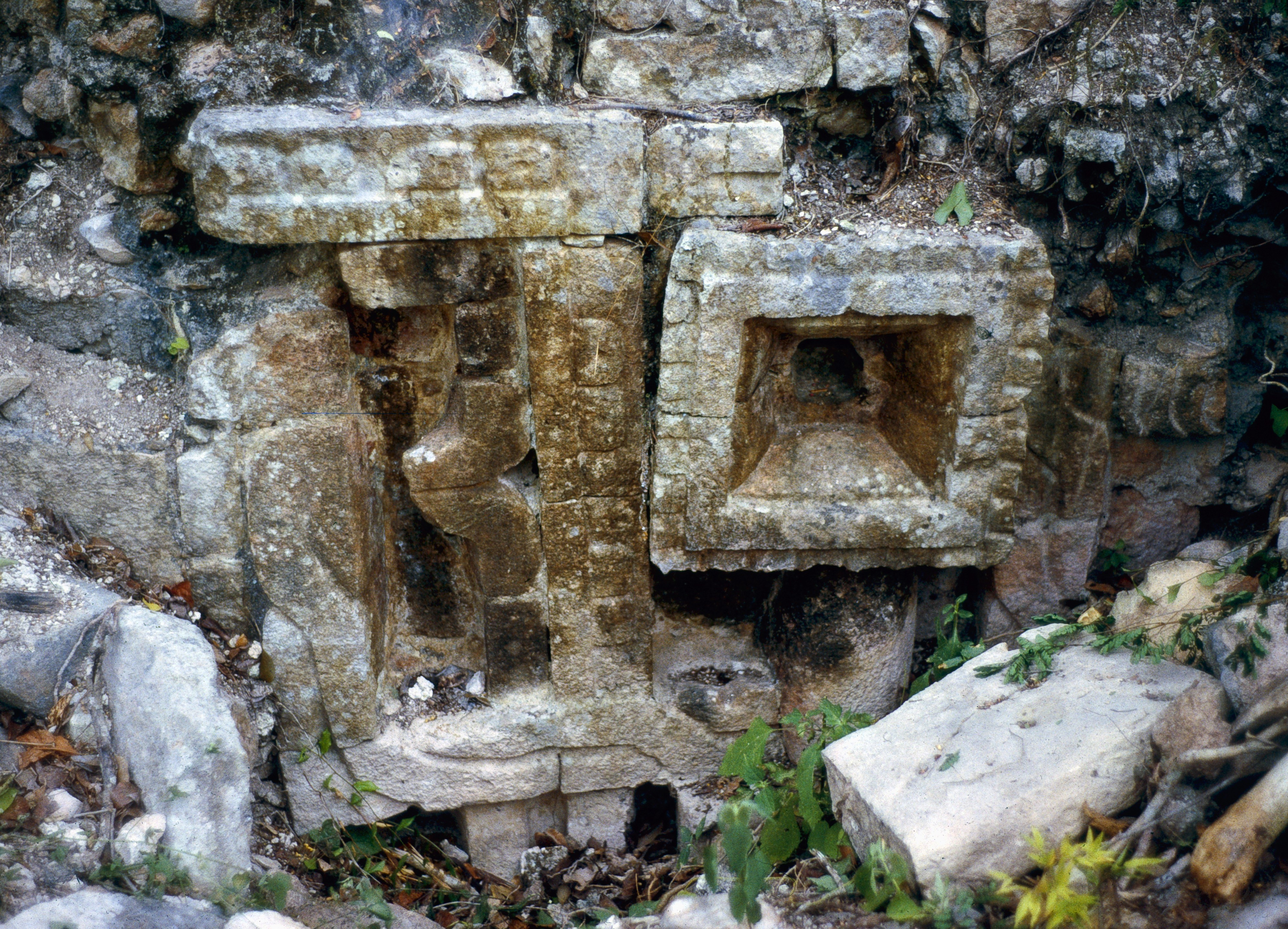
Fassadenrest des Schlangenmaleinganges

Xburrotunich ist ein kleiner Fundort der Maya-Kultur im Südwesten des mexikanischen Bundesstaates Yucatán rund 6,5 km südöstlich der großen Ruinenstadt Oxkintoc.
Der Fundort ist weitgehend zerstört und wurde bisher nicht weiter archäologisch untersucht. Er ist ungewöhnlich für die Puuc-Region, da er ein Gebäude (Nr. 1) mit Schlangenmauleingang aufweist. Zu einem anderen Gebäude gehörte ein hoher, steinerner Türsturz (jetzt in den Amtsgebäuden des nahegelegenen Ortes Opichen, der auf der Frontseite einen Würdenträger zeigt. An der ursprünglich vermutlich nach außen gerichteten Schmalseite ist eine Inschrift in runden Hieroglyphenkartuschen mit unüblicher Anordnung und Leserichtung, die als „Die Skulptur der Vorderseite des Hauses des k'ul…“ gelesen wird.